# おとめ座デルタ星
おとめ座δ星（英語: Delta Virginis）は、地球からおとめ座の方向に約190光年離れた位置にある3等星の恒星である。

## 特徴

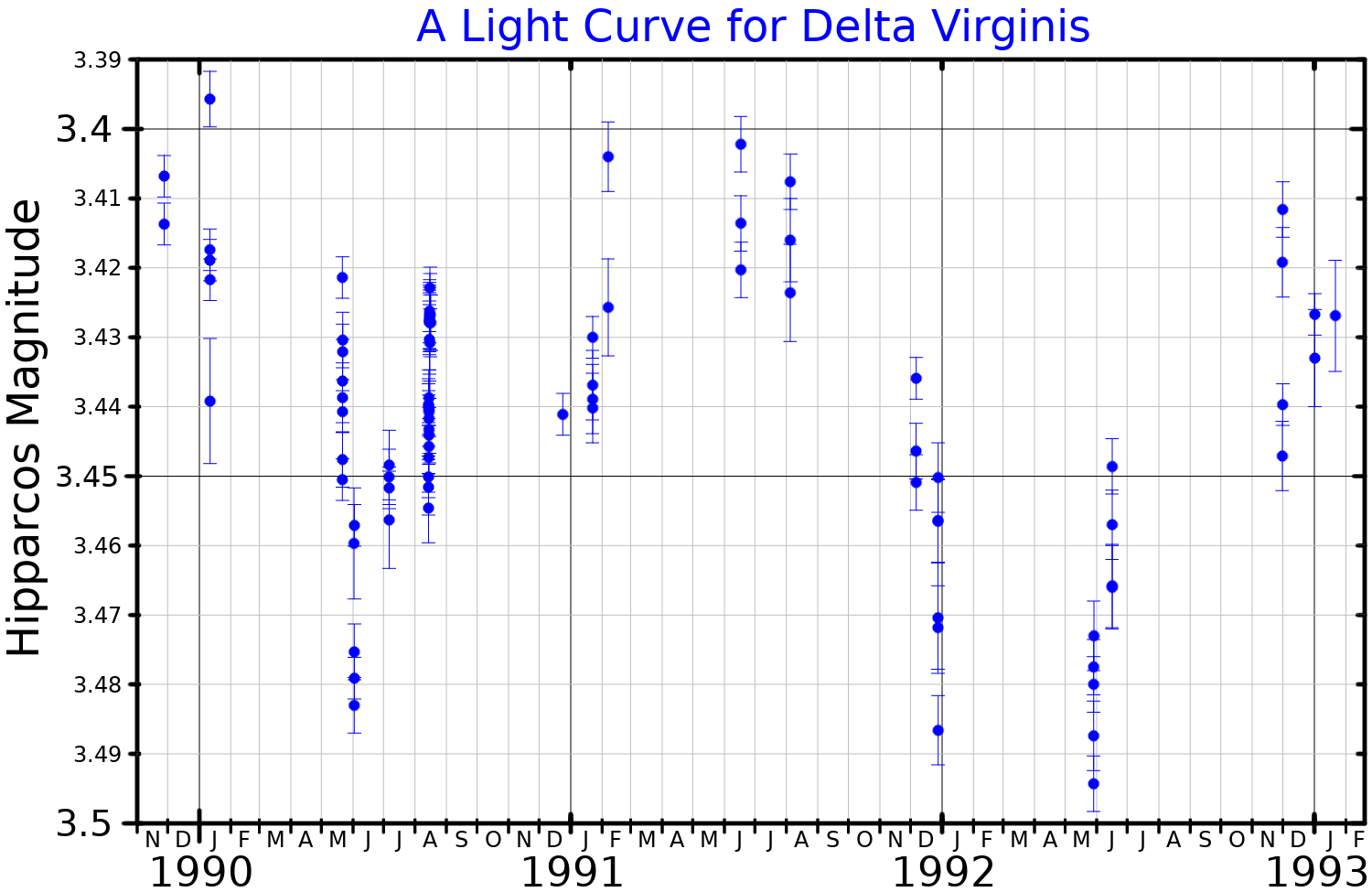
ヒッパルコス衛星による観測から得られた、1989年末から1993年初頭までのおとめ座δ星の光度曲線

おとめ座δ星は赤色巨星分枝 (RGB) の段階にある恒星である。質量は太陽の1.4倍しかないが、2008年に公表された研究によると半径は太陽の48倍、光度は468倍に達している。より最近では、おとめ座δ星の半径と光度はさらに大きいと推定している研究も存在している。おとめ座δ星の外殻では半規則型変光星で見られるような脈動が複数の異なる周期で発生しており、視等級が3.32等級から3.40等級の間で変光している。変光星である可能性がある恒星が記載されているカタログである New Catalogue of Suspected Variable Stars (NSV) にも「NSV 6026」という名称で登録されている。
地球から観測して80秒離れた位置に見える11等星は、おとめ座δ星の伴星である可能性があるとされる。仮にこの恒星が伴星であった場合、少なくとも 5,000 au 離れた軌道を20万年以上の公転周期で公転しているK型主系列星であると推測される。その場合、主星の位置から見た伴星は金星の2倍の明るさに見え、伴星の位置から見た主星は満月の4倍の明るさに見える。

## 伴星
2005年から2022年の期間に渡って普賢山天文台で行われた、おとめ座δ星の視線速度変化の観測の結果、約467日の公転周期で周囲を公転している天体が発見されたと2023年に公表され、HD 112300 b と呼称されている。この天体の下限質量は木星の15.8倍に達しており、惑星というよりは褐色矮星のような亜恒星天体であるとされる。
| 名称 （恒星に近い順） | 質量                 | 軌道長半径 （天文単位） | 公転周期 (日)     | 軌道離心率      | 軌道傾斜角 | 半径 |
| --------------------- | -------------------- | ----------------------- | ----------------- | --------------- | ---------- | ---- |
| b                     | ≥15.83+2.33 −2.74 MJ | 1.33+0.08 −0.11         | 466.63+1.47 −1.28 | 0.36+0.06 −0.11 | —          | —    |

## 名称
固有名の ミネラウバ (Minelauva) または ミネラウヴァ  は、アラビアの月宿で第13番目 al-ʿawwāʾ に関係するものと考えられているが、この al-ʿawwāʾ が何を指すのかは定かではない。一説には「吠える犬」を指すともされている。2017年6月30日、国際天文学連合の恒星の固有名に関するワーキンググループは、Minelauva をおとめ座δ星の固有名として正式に承認した。
中国では、おとめ座δ星を含む5個の恒星は太微左垣 (Tài Wēi Zuǒ Yuán) と呼ばれる星官を構成しており、おとめ座δ星はその3番目の恒星とされていることから 太微左垣三 (Tài Wēi Zuǒ Yuán sān) と呼ばれており、また、東藩の2番目の恒星という意で 東次相 (Dōngcìxiāng) とも呼称される。